# Kúbnia
El Kúbnia - Кубня (rus) - és un riu de Rússia, un afluent per l'esquerra de l'Sviaga. Passa per les repúbliques de Txuvàixia i del Tatarstan. Té una llargària de 176 km i una conca de 2.480 km². Neix a Txuvàixia i desemboca al riu Sviaga a 4 km al sud de Burunduki.